# Bolos leoneses
Los bolos leoneses es un deporte tradicional originario de la provincia de León. No se sabe a ciencia cierta cómo surgió esta modalidad del juego de los bolos, unos afirman[¿quién?] que se remonta  a los ejercicios que realizaban los guerreros celtas, por entonces pobladores de estas tierras, en la antigüedad para adiestramiento bélico, centrándose así en el pulso, fortalecimiento de los músculos y en el cumplimiento de las normas de convivencia, por lo tanto de ahí su origen prerromano. Por el contrario, encontramos los que defienden su origen ya estando bajo dominación romana.[cita requerida]

## Campo de juego
El campo de juego llamado ``Bolera´´, ha de ser un terreno completamente horizontal, limpio de hierbas y toda clase de obstáculos. La constitución del terreno es indiferente, pero ha de presentarse debidamente uniforme y de manera muy especial los lugares donde han de caer las ``Bolas´´, para que no boten ni se empocen demasiado, debiendo de mantener el terreno una elasticidad conveniente que solo la practica puede enseñar. 
La Bolera tendrá de 25 a 30 metros de larga y de 9 a 10 metros de ancha. Estas medidas se consideran mínimas. En toda Bolera existen dos partes bien diferenciadas: ``Castro y ``Campo de juego´´.
El Castro, es la parte de la Bolera donde se colocan los ``Bolos´´. Las dimensiones del Castro para las categorías de Primera, Segunda y Veteranos, serán la de un cuadrado de 1,40 metros de lado. Las dimensiones del Castro para las categorías de Juveniles, Cadetes, Infantiles y Alevines, serán las de un cuadrado de 1,24 metros de lado.  
El Campo de juego, es la parte de la Bolera comprendida entre la mano y el final de la misma, exceptuando el Castro.

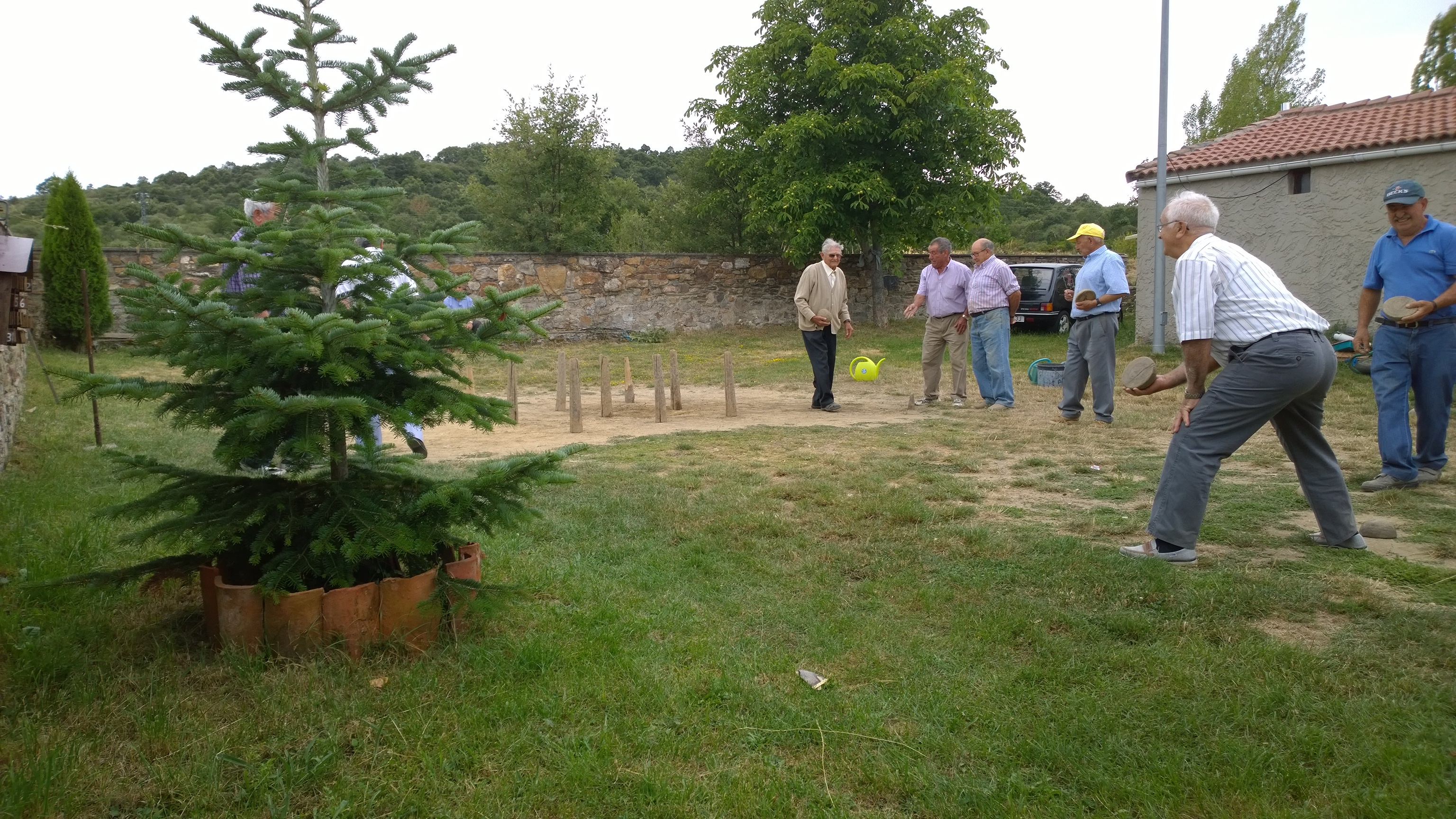
Juego tradicional de bolo leonés en la localidad de Irián

## Elementos de juego
Los elementos de juego son de dos clases: Elementos que juegan y Elementos que no juegan.
Los elementos que juegan son ``Bolos y Bolas´´. Los Bolos son unos trozos de madera torneada, de forma troncocónica. La madera es preferible que sea de chopo, Haya o Palera, siendo las medidas para las categorías de Primera, Segunda y Veteranos de 55 cm de altura, la base 10 cm y la cúspide 4 cm. Los Bolos para las categorías de Alevines, Infantiles, Cadetes y Juveniles de 50 cm de altura, la base 8 cm y la cúspide 3,5 cm.
Los Bolos se colocan en posición vertical sobre el Castro apoyados en su base, de manera que formen tres filas de tres bolos cada una, llamándose Primera, Segunda y Tercera fila. La separación de los Bolos para categorías de Primera, Segunda y Veteranos será de 55 cm y para las de Juveniles, Cadetes, Infantiles y Alevines la separación de los Bolos será de 50 cm.
El Miche, que es el bolo pequeño, en las categorías de Primera, Segunda y Veteranos tendrá 30 cm de largo, siendo la base de apoyo 7 cm y la cúspide 3 cm, para las categorías Juveniles, Cadetes, Infantiles y Alevines, tendrá 28 cm de largo, de base 6,5 cm y 3 cm la cúspide.
El Miche se coloca en los costados del Castro, bien a la derecha o a la izquierda, dependiendo del tipo de juego que se quiera hacer.  
Hay tres bolos que tienen un nombre particular: El del medio llamado Bolo del medio o rey que es el que está colocado en el centro del castro y los dos cincones que son los primeros  de la primera fila de los lados donde se colocan los miches.
En cuanto a las Bolas, son unos trozos de madera dura (preferiblemente de Encina) de forma semiesférica con el canto rebajado o achatado.

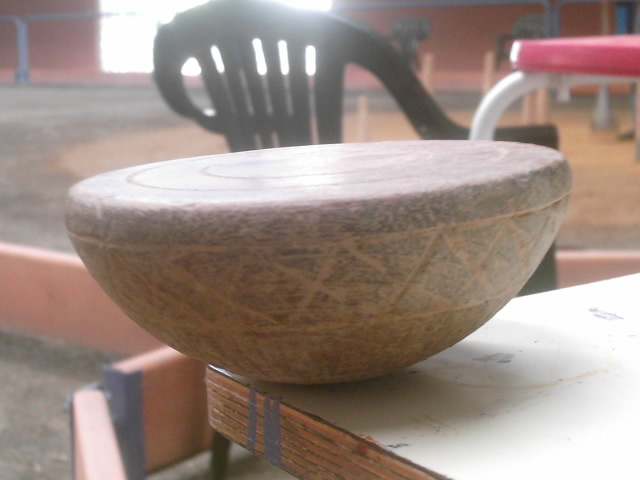
Bola semiesférica de bolo leonés

El peso de las Bolas para los jugadores de las categorías Primera y Segunda, deberá ser de entre 800-1000 gramos, con un diámetro de 13 a 16 cm. Para los jugadores veteranos y Juveniles deberá ser de entre 700-900 gramos, con diámetro de 12 a 15 cm. En las categorías de Infantiles y Alevines el peso será de 600 gramos y su diámetro de 10 a 13 cm.
En toda ``Bolera´´ se facilitaran la suficiente variedad de bolas para que el jugador pueda escoger las que mas le agraden, con el fin de realizar su juego de acuerdo con su Habilidad y Facultades Físicas.